# Bambai Ka Babu
Bambai Ka Babu – bollywoodzki film akcji z 1996 roku w reżyserii Vikram Bhatta, autora Ghulam, Elaan, Raaz. W rolach głównych Saif Ali Khan, Kajol i Atul Agnihotri. Film opowiada historię marzenia o szybkiej karierze w mieście. W centrum filmu stoi temat wspierającej siebie relacji braci i motyw gangstera, którzy wkraczają w politykę wzniecając w mieście zamieszki. Przemoc osładzana jest w filmie wątkiem miłosnym.

## Fabuła
Vikram (Saif Ali Khan) popijający obibok i hazardzista z Manali w Himachal Pradesh przekonuje swojego brata (Atul Agnihotri), by pomógł rodzicom pogodzić się z jego wyjazdem do Bombaju. Vikramowi marzy się wielkie miasto, a w nim  szansa na szybkie i łatwe zdobycie wielkich pieniędzy. I rzeczywiście wkrótce po przyjeździe do miasta udaje mu się pozyskać zaufanie groźnego gangstera Masterji (Dalip Tahil). Szef gangu konsekwentnie dąży do zmiany swojej pozycji społecznej – z mafii chce przejść do polityki. Aby obalić istniejący rząd i zwiększyć szanse na swoje wyborcze zwycięstwo, Masterji skrycie podżega do zamieszek. Płoną domy, a ludzie zabijają się wzajemnie. Vikram, dotychczas ślepe narzędzie wykonujące wolę gangstera, przeciwstawia mu się. Za swoje nieposłuszeństwo musi zapłacić najwyższą cenę. Gangster każe zabić swego dotychczas najwierniejszego podwładnego. Osaczony Vicky wzywa na pomoc chroniącego go od dziecka brata Amita..

## Obsada
- Saif Ali Khan ... Vikram
- Atul Agnihotri ... Amit
- Kajol ... Neha
- Vaishnavi ... Anita
- Dalip Tahil ... Masterji
- Vishwajeet Pradhan ... Jaya Shetty
- Saeed Jaffrey ... ojciec Vicky
- Reema Lagoo ... Beena, matka Vicky
- Viju Khote ...  Vinayak More
- Mushtaq Khan ... komisarz D.A. Chauhan
- Harish Magon ... inspektor Sahu
- Manmauji ...  właściciel restauracji
- Sunil Dhawan
- Renu Joshi